# Micropalo
Il micropalo, con riferimento all'ingegneria civile, è un palo di fondazione avente dimensioni comprese tra 90 ed 250 mm di diametro e lunghezze fino a 12 - 15 metri.
La realizzazione dei pali richiede spazi di lavoro e di deposito abbastanza considerevoli, in ambito urbano queste condizioni non sempre sono rispettate, soprattutto in vicinanza di edifici esistenti o di sporgenze quali balconi, gronde, ecc.; in questo caso, pur con un leggero aumento dei costi, i micropali diventano la soluzione tecnologica di bonifica del terreno più adeguata.
Sebbene il singolo micropalo abbia una capacità portante inferiore ad un palo di medio (da 250 a 800 mm) o grande diametro (oltre 800 mm), impiegando diversi micropali è possibile ottenere un appoggio di sottofondazione stabile e poco cedevole.
In tale direzione la soluzione più utilizzata è quella di realizzare sottofondazioni costituite da gruppi di micropali disposti a formare una maglia regolare su cui appoggiare superiormente una fondazione a piastra.
Il collegamento alla fondazione deve avvenire mediante inglobamento della testa del micropalo entro la struttura di fondazione superficiale permettendo così l'assorbimento di eventuali azioni di momento.

## Applicazioni
Le molteplici applicazioni di questa fondazione indiretta fanno sì che venga utilizzata e richiesta in svariate situazioni:
1. per il consolidamento di fondazioni dirette insufficienti per capacità portante a sostenere la sovrastruttura;
2. per il ripristino e/o riparazione di fondazioni danneggiate da agenti fisico-chimici esterni (cedimenti differenziali, erosione al piede di pile di ponti),
3. per il consolidamento di terreni prima dell'esecuzione delle fondazioni dirette;
4. per la realizzazione di ancoraggi / tiranti (applicazioni su barriere paramassi, tiranti per il contrasto al ribaltamento di paratie,...).

Applicazioni differenti del micropalo, ma molto utilizzate in ambiente urbano viste le modeste dimensioni delle attrezzature necessarie alla loro realizzazione, le ritroviamo nelle paratie e/o diaframmi definite "berlinesi".
Queste paratie sono costituite da una serie di micropali di opportuna lunghezza disposti lungo una linea retta (o a maglia sfalsata detta "quinconce"), realizzati a interassi variabili (da 30 fino a 70 cm) in funzione delle caratteristiche dei terreni e delle altezze di scavo.
Consentono inoltre il sostegno del fronte di scavo potendo operare in sicurezza e salvaguardando le proprietà altrui.
Sono soluzioni analoghe, ma alternative, ai diaframmi in calcestruzzo, alle palancole metalliche, ai diaframmi jet grouting, alle paratie in prefabbricati.
Le berlinesi sono molto utilizzate in ambiente urbano perché durante la loro realizzazione e la perforazione dei micropali:
1. non si inducono vibrazioni nel terreno (infissione delle palancole),
2. non si utilizzano bentoniti per il sostegno del foro (diaframmi in c.a.),
3. non si inquina acusticamente (battipalo per diaframmi prefabbricati).

Generalmente i micropali vengono realizzati in opera (cioè non prefabbricati), con attrezzature anche di dimensioni ridotte (sonde oleodinamiche, perforatrici) che ne consentono anche l'esecuzione all'interno di edifici.
Per i cantieri all'aperto e con ampi spazi si utilizzano perforatrici di dimensioni notevoli e del peso fino a 300 quintali.
L'evoluzione della tecnologia ha permesso la nascita di nuovi brevetti, oggi un micropalo molto apprezzato è il micropalo prefabbricato in cemento armato centrifugato, dai ridotti tempi di esecuzione.

## Fasi esecutive
Le fasi esecutive del micropalo possono essere così schematizzate:
1. posizionamento dell'attrezzatura sul punto di perforazione e verifica dei parametri progettuali richiesti (posizione, verticalità,...);
2. esecuzione della perforazione (con utensili quali martelli fondo-foro, eliche, tricono, trilama, tubo forma, aventi diametri variabili e con tecnologie di perforazione differenti in funzione delle caratteristiche dei terreni) con contemporanea messa in opera di fango bentonitico per evitare che lo scavo si intasi del terreno delle pareti del pozzo creato;
3. posa in opera dell'armatura metallica tubolare (tubo metallico)
4. iniezione della miscela cementizia in pressione (calcestruzzo ad alto dosaggio di cemento, miscele costituite da acqua/cemento e/o bentonite) dal basso verso l'alto mediante tubo posto all'interno dell'armatura tubolare. Poiché la miscela cementizia spinge verso l'alto il fango bentonitico questo può essere recuperato.

Mediante iniezione a differente pressione è possibile realizzare un allargamento locale della base del palo (bulbo) per ottenere una maggiore portanza ai carichi verticali.

## Portanza
Il micropalo, impiegato con funzione di "fondazione indiretta" può fornire la portanza richiesta (dalle 10 alle 100 tonnellate) in due modi e con la combinazione tra essi:
1. portanza di base: la fondazione, raggiungendo la profondità voluta, si assesta su uno strato di terreno di elevata capacità portante oppure con tecniche di iniezione ripetuta e selettiva, si crea alla base del micropalo una superficie di contatto molto ampia comunemente denominata bulbo.
2. portanza laterale: la fondazione sfrutta l'attrito della sua superficie laterale con il terreno, per raggiungere il grado di portanza richiesto dal progetto.
3. portanza di base sommata a portanza laterale: la fondazione sfrutta al massimo la portanza dello strato più profondo e anche l'attrito laterale con il terreno. In realtà studi teorico - pratici (ai fini dello sviluppo di teorie tecnico matematiche che consentano di effettuare calcoli di dimensionamento, progetto e verifica) evidenziano, come per i pali di grande diametro, l'impossibilità d'attingere contemporaneamente al massimo della resistenza laterale e di base: il raggiungimento dei 2 tipi di resistenza avviene a spese di cedimenti del palo (analogamente allo sviluppo di forze di richiamo elastico alla Hooke) e relativamente piccoli per il raggiungimento della massima portanza di tipo laterale e relativamente grandi per il raggiungimento della massima di base.

Gli algoritmi (procedure) di calcolo o gli abachi e grafici necessari in fase progettuale variano a seconda delle tipologie di terreno da attraversare col palo: casi limite terreni fortemente argillosi (terreni coesivi) e terreni di tipo incoerente o granulari (terreni non coesivi).
Le su dette formule tecniche di calcolo (così come l'uso di abachi e di grafici) chiamano in causa differenti parametri geotecnici fra cui ad esempio angolo di attrito e coesione del terreno, angolo di attrito interfaccia terra/palo, peso specifico del terreno, rapporto K fra tensione orizzontale e verticale.
Importantissima la cura realizzativa in cantiere: la perforazione del terreno (a semplice rotazione o a rotopercussione) ha l'effetto di indebolimento delle caratteristiche meccaniche dello stesso (fra tutte la più importante è la densità direttamente connessa all'attrito e alla coesione), cosa questa parzialmente "recuperata" dal getto in pressione del calcestruzzo: in genere viene utilizzato microcalcestruzzo (calcestruzzo a inerti sottili) a elevate dosature di cemento (500 – 800 kg/m3) e le iniezioni avvengono a pressioni elevate da 6 a 30 bar: questi livelli pressori sono necessari per poter mobilitare una elevata rugosità laterale e/o la creazione di bulbi di piede o di base, zone di immorsamento nel substrato roccioso se esistente ecc.
Occorre anche sottolineare le varie possibilità di orientamento di tali micropali, capacità sfruttata per coinvolgere più vaste aree di terreno profondo e la possibilità di sollecitare anche a trazione il micropalo stesso (con forze fino a 1000 kN).
Punto debole del micropalo è la resistenza a sforzi taglianti come ad esempio le forze comunicate orizzontalmente alla testa dei pali all'atto di scosse sismiche ondulatorie dalle strutture in elevazione che su di essi si ergono.
Fra gli studiosi si citano Dorr e Berezantez.
Le armature possono essere realizzate a mezzo di ferri longitudinali staffati o spiralati, ma più spesso si utilizzano veri e propri tubi in acciaio dotati di valvole di non ritorno che permettono l'iniezione dei betoncini e il corrugamento laterale anche a mezzo di manicotti a pressione (in alcune fasi realizzative impediscono la risalita del getto lungo l'asse del tubo e al suo interno).

## Progettazione
Per la progettazione ed esecuzione dei micropali e delle fondazioni indirette viene solitamente impiegato personale altamente specializzato.
È opportuno che la bontà delle scelte progettuali e la corretta esecuzione del micropalo di fondazione venga sempre verificata mediante accurate prove di carico di collaudo (effettuate su un adeguato numero di micropali).
Durante la prova di carico si simula l'azione verticale alla quale il micropalo verrà sottoposto in fase di esercizio. Il micropalo di prova viene monitorato e se ne misurano i cedimenti assoluti.

## Vantaggi
I principali vantaggi dell'uso dei micropali sono così elencabili:
- possibilità di realizzare le sottofondazioni con macchinari aventi altezza di lavoro inferiore ai 3 m consentendo così di operare anche dentro edifici esistenti e in aree ristrette di lavoro, come ad esempio in cortili urbani o nei pressi di sporgenze di balconi di altri stabili;
- impiego di moduli di armatura metallica a tubo da 3 m di lunghezza, con testa filettata in grado di consentire l'avvitamento di più moduli, ottenenedo così pali finiti lunghi e in grado di raggiungere senza problemi la profondità prescelta anche dentro costruzioni preesistenti;
- spazi di deposito ridotti ai minimi termini.